# شبگرد-باز دم‌نواری
شبگرد-باز دم‌نواری (نام علمی: Nyctiprogne leucopyga) نام یک گونه از تیره شبگردان است.